# Anguillita
Anguillita è una piccola isola rocciosa situata poco distante dalla punta occidentale dell'isola di Anguilla.
A differenza di Scrub Island, situata in prossimità della punta orientale e dotata di due spiagge, Anguillita è raramente visitata poiché la punta occidentale è praticamente inaccessibile a piedi; per questo motivo è raggiunta di rado dai turisti anche se è comunque raggiungibile con le canoe.
L'isola è l'ideale per le immersioni subacquee, infatti vicino alle sue coste i sub possono ammirare facilmente i principali esemplari della fauna marina locale (barracuda, razze, tartarughe). Nei pressi della costa ci sono tre piccole barriere coralline a profondità comprese tra i 5 e i 20 metri, inoltre ci sono numerose grotte marine.
L'isola è stata la sede di un esperimento per studiare la diffusione delle lucertole del tipo anolis nei Caraibi.